# 리구리아주의 철도역 목록
다음은 이탈리아 리구리아주의 철도역 목록이다. 소유주는 다음과 같다.
- 레테 페로비아리아 이탈리아나 (RFI) - 이탈리아 정부 소유의 국영철도회사 페로비에 델로 스타토의 자회사[1]
- 아치엔다 모빌리타 에 트라스포르티 (Azienda Mobilità e Trasporti, AMT)

## RFI 소속
| 역명                            | 도시                 | 도           | 등급     |
| ------------------------------- | -------------------- | ------------ | -------- |
| 아이롤레                        | 아이롤레             | 임페리아도   | 브론즈   |
| 알라시오                        | 알라시오             | 사보나도     | 실버     |
| 알벤가                          | 알벤가               | 사보나도     | 실버     |
| 알비솔라                        | 알비솔라수페리오레   | 사보나도     | 실버     |
| 알타레                          | 알타레               | 사보나도     | 브론즈   |
| 안도라                          | 안도라               | 사보나도     | 실버     |
| 아르콜라                        | 아르콜라             | 라스페치아도 | 브론즈   |
| 아렌차노                        | 아렌차노             | 제노바도     | 실버     |
| 베베라                          | 베베라               | 임페리아도   | 브론즈   |
| 볼리아스코                      | 볼리아스코           | 제노바도     | 실버     |
| 보나솔라                        | 보나솔라             | 라스페치아도 | 실버     |
| 보르디게라                      | 보르디게라           | 임페리아도   | 실버     |
| 보르게토산토스피리토            | 보르게토산토스피리토 | 사보나도     | 브론즈   |
| 보르조베레치                    | 보르조베레치         | 사보나도     | 브론즈   |
| 보르고포르나리 페르 볼타조      | 보르고포르나리       | 제노바도     | 실버     |
| 브라뇨                          | 카이로 몬테노테      | 사보나도     | 브론즈   |
| 부살라                          | 부살라               | 제노바도     | 실버     |
| 카 디 보스케티                  | 라스페치아           | 리구리아     | 브론즈   |
| 카이로몬테노테                  | 카이로몬테노테       | 사보나도     | 브론즈   |
| 카몰리-산 프루투오소            | 카몰리               | 제노바도     | 실버     |
| 캄포리구레-마소네               | 캄포리구레           | 제노바도     | 실버     |
| 카비                            | 카비                 | 제노바도     | 브론즈   |
| 첼레리구레                      | 첼레리구레           | 사보나도     | 실버     |
| 첸조                            | 첸조                 | 사보나도     | 브론즈   |
| 체리알레                        | 체리알레             | 사보나도     | 브론즈   |
| 체르보-산 바르톨로메오          | 체르보               | 임페리아도   | 브론즈   |
| 키아바리                        | 키아바리             | 제노바도     | 실버     |
| 코골레토                        | 코골레토             | 제노바도     | 실버     |
| 코르닐리아                      | 코르닐리아           | 라스페치아도 | 실버     |
| 데고                            | 데고                 | 사보나도     | 브론즈   |
| 데이바마리나                    | 데이바 마리나        | 라스페치아도 | 실버     |
| 디아노                          | 디아노산피에트로     | 임페리아도   | 실버     |
| 페라니아                        | 카이로몬테노테       | 사보나도     | 브론즈   |
| 피날레리구레 마리나             | 피날레리구레         | 사보나도     | 실버     |
| 프라무라                        | 프라무라             | 라스페치아도 | 실버     |
| 제노바 아콰산타                 | 제노바               | 제노바도     | 브론즈   |
| 제노바 볼차네토                 | 제노바               | 제노바도     | 실버     |
| 제노바 보르촐리                 | 제노바               | 제노바도     | 브론즈   |
| 제노바 브리뇰레                 | 제노바               | 제노바도     | 골드     |
| 제노바 코르닐리아노             | 제노바               | 제노바도     | 실버     |
| 제노바 코스타                   | 제노바               | 제노바도     | 브론즈   |
| 제노바 그라나라                 | 제노바               | 제노바도     | 브론즈   |
| 제노바 네르비                   | 제노바               | 제노바도     | 실버     |
| 제노바 펠리                     | 제노바               | 제노바도     | 실버     |
| 제노바 피아차 프린치페          | 제노바               | 제노바도     | 플래티넘 |
| 제노바 폰테데치모               | 제노바               | 제노바도     | 실버     |
| 제노바 프라                     | 제노바               | 제노바도     | 실버     |
| 제노바 콰르토 데이 밀레         | 제노바               | 제노바도     | 실버     |
| 제노바 퀸토 알 마레             | 제노바               | 제노바도     | 실버     |
| 제노바 리바롤로                 | 제노바               | 제노바도     | 실버     |
| 제노바 삼피에르다레나           | 제노바               | 제노바도     | 골드     |
| 제노바 산 비아조                | 제노바               | 제노바도     | 브론즈   |
| 제노바 세스트리 포넨테          | 제노바               | 제노바도     | 실버     |
| 제노바 스투를라                 | 제노바               | 제노바도     | 실버     |
| 제노바 베시마                   | 제노바               | 제노바도     | 브론즈   |
| 제노바 비아 디 프란차           | 제노바               | 제노바도     | 브론즈   |
| 제노바 볼트리                   | 제노바               | 제노바도     | 실버     |
| 임페리아 오넬리아               | 임페리아             | 임페리아도   | 실버     |
| 임페리아 포르토 마우리치오      | 임페리아             | 임페리아도   | 실버     |
| 이솔라델칸토네                  | 이솔라델칸토네       | 제노바도     | 브론즈   |
| 라스페치아 첸트랄레             | 라스페치아           | 라스페치아도 | 골드     |
| 라스페치아 밀리아리나           | 라스페치아           | 라스페치아도 | 실버     |
| 라이구엘리아                    | 라이구엘리아         | 사보나도     | 브론즈   |
| 라바냐                          | 라바냐               | 제노바도     | 실버     |
| 레반토                          | 레반토               | 라스페치아도 | 실버     |
| 로아노                          | 로아노               | 사보나도     | 실버     |
| 루니                            | 루니                 | 라스페치아도 | 브론즈   |
| 마나롤라                        | 마나롤라             | 라스페치아도 | 실버     |
| 멜레                            | 멜레                 | 제노바도     | 브론즈   |
| 미냐네고                        | 미냐네고             | 제노바도     | 브론즈   |
| 모넬리아                        | 모넬리아             | 제노바도     | 실버     |
| 몬테로소                        | 몬테로소알마레       | 라스페치아도 | 실버     |
| 물리네티                        | 물리네티             | 제노바도     | 브론즈   |
| 올리베타-S.미켈레               | 올리베타             | 임페리아도   | 브론즈   |
| 피아나                          | 피아나크릭시아       | 사보나도     | 브론즈   |
| 피아노 오리촌탈레 데이 조비     | 세라리코             | 제노바도     | 실버     |
| 피에트라리구레                  | 피에트라리구레       | 사보나도     | 실버     |
| 피에트라비사라                  | 피에트라비사라       | 제노바도     | 브론즈   |
| 피에베리구레                    | 피에베리구레         | 제노바도     | 브론즈   |
| 폰테토                          | 폰테토               | 제노바도     | 브론즈   |
| 퀼리아노-바도리구레             | 바도리구레           | 사보나도     | 브론즈   |
| 라팔로                          | 라팔로               | 제노바도     | 골드     |
| 레코                            | 레코                 | 제노바도     | 실버     |
| 리오마조레                      | 리오마조레           | 라스페치아도 | 실버     |
| 리바트리고소                    | 리바트리고소         | 제노바도     | 브론즈   |
| 로케타 카이로                   | 카이로몬테노테       | 사보나도     | 브론즈   |
| 론코스크리비아                  | 론코스크리비아       | 제노바도     | 실버     |
| 로실리오네                      | 로실리오네           | 제노바도     | 실버     |
| 산 주세페 디 카이로             | 카이로몬테노테       | 사보나도     | 실버     |
| 산타마르게리타리구레-포르토피노 | 산타마르게리타리구레 | 제노바도     | 실버     |
| 산토스테파노디마그라            | 산토스테파노디마그라 | 라스페치아도 | 실버     |
| 산레모                          | 산레모               | 임페리아도   | 실버     |
| 산투아리오                      | 사보나               | 사보나도     | 브론즈   |
| 사르차나                        | 사르차나             | 라스페치아도 | 실버     |
| 사보나                          | 사보나               | 사보나도     | 골드     |
| 세스트리레반테                  | 세스트리레반테       | 제노바도     | 실버     |
| 소리                            | 소리                 | 제노바도     | 실버     |
| 스포토르노-놀리                 | 스포토르노           | 사보나도     | 실버     |
| 타자-아르마                     | 타자                 | 임페리아도   | 실버     |
| 발레크로시아                    | 발레크로시아         | 임페리아도   | 브론즈   |
| 바라체                          | 바라체               | 사보나도     | 실버     |
| 벤티밀리아                      | 벤티밀리아           | 임페리아도   | 골드     |
| 베르나차                        | 베르나차             | 라스페치아도 | 실버     |
| 베차노 리구레                   | 베차노 리구레        | 라스페치아도 | 실버     |
| 초알리                          | 초알리               | 제노바도     | 브론즈   |

## AMT 소속
| 역명               | 도시     | 도       |
| ------------------ | -------- | -------- |
| 바리               | 제노바   | 제노바도 |
| 부살레타           | 산톨체세 | 제노바도 |
| 캄비아소           | 제노바   | 제노바도 |
| 캄피               | 산톨체세 | 제노바도 |
| 카노바 크로체타    | 카셀라   | 제노바도 |
| 카푸초             | 제노바   | 제노바도 |
| 카셀라 데포시토    | 카셀라   | 제노바도 |
| 카셀라 파에세      | 카셀라   | 제노바도 |
| 첸투리오네         | 제노바   | 제노바도 |
| 키아사이우올라     | 제노바   | 제노바도 |
| 제노바 피아차 마닌 | 제노바   | 제노바도 |
| 그라나롤로         | 제노바   | 제노바도 |
| 몰리네티           | 산톨체세 | 제노바도 |
| 니우시             | 세라리코 | 제노바도 |
| 피노               | 산톨체세 | 제노바도 |
| 프린치페           | 제노바   | 제노바도 |
| 살리타 그라나롤로  | 제노바   | 제노바도 |
| 살리타 산 로코     | 제노바   | 제노바도 |
| 산 판탈레오        | 제노바   | 제노바도 |
| 산탄토니노         | 제노바   | 제노바도 |
| 산톨체세 키에사    | 산톨체세 | 제노바도 |
| 산톨체세 툴로      | 산톨체세 | 제노바도 |
| 사르도렐라         | 산톨체세 | 제노바도 |
| 토라차             | 산톨체세 | 제노바도 |
| 트렌사스코         | 산톨체세 | 제노바도 |
| 발롬브로사         | 산톨체세 | 제노바도 |
| 비아 비안코        | 제노바   | 제노바도 |
| 비코모라소         | 산톨체세 | 제노바도 |

## 같이 보기
- 이탈리아의 철도
- 페로비에 델로 스타토
- 이탈리아의 철도역
- 이탈리아의 교통